# Rothéneuf
Rothéneuf (pron. /Rote'nøf/) è una località balneare della Côte d'Émeraude, nel nord-est della Bretagna (Francia nord-occidentale), affacciata sul Golfo di Saint-Malo (Manica) e facente parte - dal punto di vista amministrativo - del territorio comunale di Saint-Malo (dipartimento dell'Ille-et-Vilaine).

## Geografia fisica

### Collocazione
Rothéneuf si trova a circa 6,5 km a nord-ovest dal centro di Saint-Malo.

## Luoghi d'interesse

### Porto naturale
Di fronte a Rothéneuf si apre il suo porto naturale (Havre de Rothéneuf). Conosciuto anche come Havre du Lupin, è una baia collegata al mare da un canale largo 300 metri.

### Rocce scolpite di Rothéneuf
Una delle principali attrattive di Rothéneuf è rappresentata dalle rocce scolpite (rochers sculptées). Si tratta di un gruppo di figure di vario genere scolpite nella roccia e negli scogli tra il 1870 e il 1895 da un-ex sacerdote, Adolphe Julien Fouéré, conosciuto come l'Abbé Fourré.
|  |  |

### Manoir du Limoëlou
Altra attrattiva di Rothéneuf è il maniero Limoëlou (Manoir du Limoëlou), costruito tra il XV e il XVI secolo e ampliato nel XIX secolo. Al suo interno si trova una mostra dedicata all'esploratore Jacques Cartier, che visse qui, ed è per questo chiamato anche Manoir Jacques Cartier.
|  |